# Brida (Argélia)
Brida (em árabe: بريدة) é uma cidade e comuna localizada na província de Laghouat, Argélia. Segundo o censo de 2008, a população total da cidade era de 6 395 habitantes.